# Freethought Radio
Freethought Radio (en español Radio librepensamiento) es un programa de radio semanal producido por la Freedom From Religion Foundation.
Se emite en directo en Madison (Wisconsin) cada sábado en la cadena The Mic 92.1  de Air America Radio, se emite en línea y está siempre disponible como podcast. También puede escucharse a través de sindicación de contenido y vía XM Satellite Radio de Air America. Es presentado por Dan Barker y  Annie Laurie Gaylor, copresidentes de la Freedom From Religion Foundation.
Como primer programa ateo a nivel nacional, presenta debates sobre ateísmo, librepensamiento, separación iglesia-estado, etc. Algunos de los invitados han sido Richard Dawkins, Sam Harris, Steven Pinker, Daniel C. Dennett, Ron Reagan, Mikey Weinstein y Mike Newdow entre muchos otros. Además de las entrevistas a las personas invitadas, incluye espacios como Theocracy Alert (Alerta teocracia) y Freethinkers Almanac (Almanaque de librepensadores).